# 胡敦复

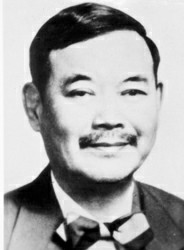

胡敦复（1886年3月19日—1978年12月1日），又名炳生，男，江苏无锡人，中国数学教育家。大同大学创办人。

## 生平
胡敦复是江苏省无锡县堰桥村前人，生于清朝光绪十二年（1886年）农历正月十四日。幼年他随叔父胡雨人学习，12岁进上海南洋公学，后来入复旦公学学习拉丁文。1904年，他留学美国康奈尔大学哲学系，学习天文学、数学，3年后毕业，获得理学士学位。归国后，他任清政府开办的遊美肄業館（后更名为清华学堂）的教务长，主持留美学生的考察录取。1911年夏，他邀集清华学堂的同仁朱香晚、华绾言、顾养吾、吴在渊、顾珊臣、周润初、张季源、平海澜、赵师曾、郁少华一起创办了立达学社，以研究学术、编译图书，他出任社长。不久，因胡敦复主张清华学堂的学生应该多修理工科课程，而美国籍教师瓦尔德主张学生应该多修英文、美国文学、美国史地，二人发生分歧，美国驻华公使出面干预，胡敦复以不能遵办而辞职。1911年秋，他离开清华学堂回到上海。11月起至1912年12月，任复旦公学教务长。
1912年10月，武昌起义爆发，立达学社社员陆续到上海同胡敦复会合，他们遂策划由立达学社创办大同学院，并推举胡敦复任首任院长。
1912年，大同学院在上海创建，胡敦复任院长。1922年，经北洋政府核准，该学院改为大同大学，这是中华民国首家私人所创办的大学。1926年，胡敦复到北京任北京女子大学校长，同时还主持大同大学的校务。1927年，他任北洋大学理学院院长。不久辞职回到上海，继任大同大学校长。1930年至1935年，他兼任交通大学科学学院数学系主任。到1930年，大同大学的校园面积扩大到了100多亩，建筑不断增加。八一三事变后，该大学又在上海新闸路置地建新校舍，并增设了附属中学一院和二院（即初中部和高中部）。
1935年7月，中国数学会在上海成立，他出任第一届董事会董事长，任至1948年。
1937年，日军轰炸南市，大同大学的校舍被炸毁，学校迁入租界。后来日军占领租界，胡敦复继续坚持办学。
抗日战争胜利后，大同大学附属中学一院迁回了南市，成为了后来的大同中学。
中国人民解放军占领上海前夕，胡敦复赴台湾。在台湾，他企图恢复大同大学，但未成功。后来，他到美国，任华盛顿大学客座教授。
1978年12月1日，胡敦复逝世，享年92岁。

## 家族
- 祖先胡瑗（993-1059），字翼之。北宋教育家，安定学派主力。
- 祖父胡和梅（1840-1912），字蕴孚，号祖坫，晚号传叟。是北宋著名教育家、安定学派胡瑗（世称安定先生）的第二十九世孙，清代恩贡生，江苏省桃源县（现泗阳县）教谕（书院院长）。幼承家学，禀性仁厚，操行至清，急公好义。曾任桃源县（今江苏泗阳）教谕，清末被举为江苏咨议局议员。
- 祖母高氏（1839-1916），略通诗文，重视教育[6]。
- 父胡壹修（1865-1931），名尔平，字洁修。教育家，无锡堰桥天上市图书馆、胡氏公立蒙学堂共同创办人。
- 母薛氏（1862-?），江苏省江阴县塘头桥薛诚之长女。育三子六女。
- 二叔胡雨人（1867-1928），名尔霖，字雨人。教育家、水利家，无锡堰桥天上市图书馆、胡氏公立蒙学堂共同创办人。
- 二婶王氏（1865-1890），无锡王槐庭、王运新夫妇之长女。
- 继二婶周韫玉（1869-1919），字修辉，后改名周辉。1895年后专任教育家族后代。
- 再继二婶陈威（?-1927），
- 三叔胡合如（1868-1894），字尔恰，号叔度。
- 三婶孙氏（1870-?） ，江阴县孟里孙仲平次女。育一女，女婿过探先。嗣子胡刚复。
- 四叔胡保如（1894-?）。祖父侧室李氏（1857-）所生。
- 四婶王季并。育四子一女。
- 大弟胡明复（1891-1927），原名胡达，又名胡达生，字明复[1]。
- 二弟胡刚复（1892-1966），原名胡文生，曾用名胡光复（1909年前）。子胡南琦（1930-）。
- 大妹胡彬夏（1889-1931），首批官费留美女生之一[7]。嫁朱庭祺。
- 二妹胡蔚兰（1894-1974），嫁程博霄，育九子女。
- 三妹胡范若（1897-?），嫁杨济恒，育一子。
- 四妹胡六英（1901-1955），嫁王志莘。
- 五妹胡芷华（1904-1994），嫁姜立夫。
- 六妹
- 妻华桂馨（?-1923）。
- 继妻顾谷绥，无锡县立女子师范学校校长（1920.8-1921.7）。张泾桥顾霭人次女。
- 长女胡宜南（1910-1993），嫁陈维稷，育二子：陈克健、陈克全。
- 长子胡新南（1914-2011），娶朱炎之女儿朱西牧，育三子：胡兆均、胡兆伟、胡兆强。